# Томболо
Томболо (итал. Tombolo) — коммуна в Италии, располагается в провинции Падуя области Венеция.
Население составляет 7467 человек (на 2004 год), плотность населения составляет 630 чел./км². Занимает площадь 11 км². Почтовый индекс — 35019. Телефонный код — 049.
Покровителем коммуны почитается святой апостол Андрей Первозванный, празднование 30 ноября.